# Duarte da Costa (administrador colonial)
D. Duarte da Costa (1504 - 1579) foi um fidalgo e administrador colonial português. Foi o segundo governador-geral do Brasil (1553 - 1558).

## Primeiros anos
Era o segundo filho de D. Álvaro da Costa, armeiro-mor do Reino de Portugal, e de Beatriz de Paiva.
Seu pai era fidalgo da Casa Real de D. Manuel I, tendo ocupado diversos cargos na corte e ascendido ao importante posto de armeiro-mor do reino . A mãe foi ama de leite do futuro rei D. João III. Duarte da Costa passou seus primeiros anos na corte, onde teria convivido com o príncipe D. João.
Quase nada mais se sabe sobre sua infância e adolescência. Um dos poucos registros disponíveis revela que em 1517 Duarte da Costa acompanhou seu pai à Corte Espanhola. A missão era negociar o matrimônio entre o rei D. Manuel e D. Leonor, irmã de Carlos I da Espanha (futuro imperador Carlos V).
Em 1522, após a morte de D. Manuel I e a coroação de D. João III, Duarte da Costa, então com 17 anos, recebeu do pai o posto de armeiro-mor do reino. A partir desse momento, por força do cargo, durante vários anos acompanhou o rei nos deslocamentos da Corte
Casou-se ao redor de 1530 com D. Maria da Silva (ou Maria de Mendonça), filha de Francisco de Mendonça com D. Leonor de Almeida e neta materna do vice-rei da Índia, D. Francisco de Almeida, com quem teve 10 filhos.
O pai, Álvaro da Costa, morreu em 1540. Duarte ficou com boa parte da herança e também com o cargo de provedor da Santa Casa de Misericórdia de Lisboa, o qual desempenhou, pela primeira vez, entre 1541 e 1542. Assumiu como vereador da Câmara de Lisboa por volta de 1550.

## O Governo-Geral
Em 1553, com quase 50 anos, Duarte da Costa foi nomeado por D. João III como o segundo governador-geral do Brasil, sucedendo a Tomé de Sousa
Partiu de Lisboa em 8 de maio de 1553, com uma pequena esquadra de uma nau e três caravelas, e levando consigo, além de seu filho Álvaro, cerca de 250 colonos. Dois meses depois, em 13 de julho, desembarcou em Salvador, Bahia, então capital do Brasil, para começar seu mandato de três anos, com um salário anual de 600 mil réis. Com o governador chegaram também sete jesuítas, entre eles José de Anchieta, na época com 19 anos. Esses jesuítas seriam protagonistas da criação de algumas das primeiras escolas e centros urbanos da colônia, como a Vila de Piratininga, fundada em 1554, e que viria a se tornar a cidade de São Paulo.  
O cargo de governador-geral havia sido criado para, entre outras funções, garantir e consolidar o domínio português sobre a costa. E de organizar a colônia. Era o responsável pela supervisão das capitanias hereditárias.
Um dos maiores problemas enfrentados por Duarte da Costa foi a instalação da França Antártica pelos franceses na Baía de Guanabara, no Rio de Janeiro, em 1555. Os franceses contaram com o apoio de tribos hostis aos portugueses, pois muitas populações indígenas resistiram à colonização e à exploração de sua mão de obra.
Em 1555 os Tupinambás tomaram o engenho de Pirajá, próximo a Salvador, e fortificaram-se na aldeia de Porto Grande, chegando a ameaçar a cidade. A revolta teria sido causada, entre outros motivos, pela constante apropriação de suas terras no Recôncavo Baiano por parte dos portugueses.  Duarte da Costa enviou seu filho Álvaro à frente de cerca de setenta homens, que, depois de vencer os indígenas, mataram e escravizaram boa parte deles e queimaram a aldeia. 
A administração de Duarte da Costa ficou marcada, também, pela conturbada relação com D. Pero Fernandes Sardinha, primeiro bispo do Brasil. Um dos motivos era o comportamento de Álvaro da Costa, filho de D. Duarte. O bispo acusava o governador de abuso de poder e de aprovar “violências, homicídios, escândalos e desabono dos lares” cometidos por Álvaro da Costa e por seus companheiros. Em uma carta ao rei D. João III, Sardinha diz acreditar que Duarte da Costa não possuiria os requisitos necessários para o cargo, pois seria seu filho, Álvaro da Costa, quem estaria dando as ordens. 
Duarte da Costa pede dispensa ao rei antes do término de seu mandato como governador-geral e regressa a Portugal em 1558, sendo substituído no mesmo ano por Mem de Sá. 

## Últimos anos em Portugal
Duarte da Costa foi nomeado presidente do Senado da Câmara de Lisboa por carta régia de D. Sebastião no dia 17 de junho de 1574, tendo exercido o cargo até 1575
As fontes divergem sobre quando morreu D. Duarte da Costa. O ano de 1579 é a data mais tardia registrada. Foi sepultado no Convento do Paraíso, em Évora.